# لوسی پارسونز
لوسی پارسونز (Lucy Parsons)، زادۀ ۱۸۵۱ و درگذشتۀ ۱۹۴۲، یکی از برجسته‌ترین فعالان آنارشیست، فعالان حقوق کارگران و مدافعان عدالت اجتماعی در اواخر قرن نوزده و اوایل قرن بیستم در آمریکا بود. او به‌دلیل فعالیت‌های رادیکال خود علیه سرمایه‌داری، استبداد و نژادپرستی، تأثیر عمیقی بر جنبش‌های کارگری و آزادی‌خواهانه گذاشت.

## زندگی شخصی
لوسی پارسونز از مادری برده متولد شد. در طول سالیان، او نام‌های مختلفی داشت و میراث‌های زیادی از جمله مکزیکی و بومی آمریکایی را از خود به جا گذاشت. او در سال ۱۸۷۳ در تگزاس با آلبرت پارسونز (Albert Richard Parsons)، روزنامه‌نگار نامی، ازدواج کرد. با این حال، قوانین ازدواج بین نژادی خیلی زود آنها را مجبور به نقل مکان به شمال شیکاگو کرد. در آنجا، لوسی به‌عنوان خیاط کار می‌کرد و در عین حال برای مجلات و روزنامه‌های مختلف اتحادیه‌ای و سوسیالیستی می‌نوشت.

## همکاری با جنبش آنارشیسم
لوسی که سخنوری زبردست بود، پس از ازدواج با پارسونز به جنبش رادیکال متمایل شد و در سردبیری روزنامۀ مشهور آلارم (The Alarm) به او یاری رساند. او در سازماندهی اعتصاب‌های کارگری، از جمله جنبش ۸ ساعت کار در روز، نقش کلیدی داشت.
در جریان رویداد هی‌مارکت (Haymarket massacre)، او و همسرش رهبر اعتراضات کارگران شیکاگو برای محدود ساختن ساعات کار به ۸ ساعت بودند، که با سرکوب خونین رو‌به‌رو شد. هشت فعال آنارشیست به اتهام واهی انفجار بمب محاکمه و محکوم به اعدام شدند که یکی از آنان در زندان خودکشی کرد و چهار نفر دیگر، از جمله آلبرت پارسونز، اعدام شدند. این کشتار و اعدام‌ها سبب شد روز اول می به‌عنوان روز جهانی کارگر در تاریخ ثبت شود.
پس از اعدام آلبرت، لوسی به فعالیت‌های سیاسی رادیکالش ادامه داد؛ در بنیان‌گذاری «سازمان کارگران صنعتی جهان» (IWW) نقش چشمگیری داشت و یکی از بنیان‌گذاران «فدراسیون کارگری آمریکا» (.A.F. of L) و از فعالان برجستۀ جنبش کارگری بود. او از آنارشیست‌هایی بود که به‌جای نظریه‌پردازی، بر کنش مستقیم تأکید داشت. نظرات او دربارۀ مبارزۀ طبقاتی و لزوم شورش علیه نظام سرمایه‌داری، بر جنبش‌های آنارشیستی و سوسیالیستی تأثیر گذاشت.
برخلاف بسیاری از فمینیست‌های سفیدپوست زمان خود، او معتقد بود که رهایی زنان بدون رهایی کل طبقۀ کارگر امکان‌پذیر نیست. او به‌ویژه از زنان کارگر و فقیر دفاع می‌کرد و بر اهمیت مبارزۀ طبقاتی در کنار مبارزۀ جنسیتی تأکید داشت. او که خود از تبار آفریقایی-آمریکایی، مکزیکی و بومی آمریکایی بود، با نژادپرستی ساختاری در آمریکا مقابله می‌کرد. با وجود این‌که از نژادپرستی آسیب دیده بود، او بیشتر بر ستم طبقاتی تمرکز داشت تا صرفاً بر مسائل نژادی.

## آثار
دولت آمریکا بارها تلاش کرد او را سانسور کند، اما او همواره برای آزادی مطبوعات و حق اعتراض مبارزه کرد. نوشته‌ها و سخنرانی‌های او الهام‌بخش نسل‌های بعدی فعالان اجتماعی شد. آثار لوسی پارسونز در این کتاب‌ها منتشر شده‌اند:
- «اصول آنارشیسم و دیگر مقالات» (The Principles of Anarchism: And other writings)، 2024؛
- «لوسی پارسونز: آزادی، برابری و همبستگی: گفتارها و نوشتارهای سال‌‌های 1878 تا 1937» (Lucy Parsons: Freedom, Equality & Solidarity — Writings & Speeches, 1878-1937)، 2004.

## زندگینامه
کتاب «لوسی پارسونز: روح زنانۀ انقلاب» (رهبر آنارشیست سندیکاهای کارگری آمریکا) اثر کارولین اَشباو که با برگردان نازیتا شا‌ه‌اسماعیلی‌نژاد در نشر مردمنگار منتشر خواهد شد، به زندگی این زن انقلابی می‌پردازد. 
این کتاب نخستین بار در سال 1976 و در انتشارات چارلز اچ. کر (Charles H. Kerr Publishing Company) چاپ شد و ویرایش دوم آن در سال 2013 در انتشارات هی‌مارکت (Haymarket Books) منتشر گردید.
زندگینامۀ دیگری متأثر از این کتاب با عنوان «الهۀ آنارشیسم: زندگی و زمانۀ لوسی پارسونز، آنارشیست رادیکال» (Goddess of Anarchy: The Life and Times of Lucy Parsons, American Radical) اثر ژاکلین جونز (Jacqueline Jones) نیز منتشر شده است.